# Sympycnus magellanicus
Sympycnus magellanicus är en tvåvingeart som beskrevs av Robinson 1970. Sympycnus magellanicus ingår i släktet Sympycnus och familjen styltflugor. Inga underarter finns listade i Catalogue of Life.